# Liste der Kulturgüter in Mosnang
Die Liste der Kulturgüter in Mosnang enthält alle Objekte in der Gemeinde Mosnang im Kanton St. Gallen, die gemäss der Haager Konvention zum Schutz von Kulturgut bei bewaffneten Konflikten, dem Bundesgesetz vom 20. Juni 2014 über den Schutz der Kulturgüter bei bewaffneten Konflikten sowie der Verordnung vom 29. Oktober 2014 über den Schutz der Kulturgüter bei bewaffneten Konflikten unter Schutz stehen.
Objekte der Kategorie A sind im Gemeindegebiet nicht ausgewiesen, Objekte der Kategorie B sind vollständig in der Liste enthalten, Objekte der Kategorie C fehlen zurzeit (Stand: 1. Januar 2023).

## Kulturgüter
| Foto | | Objekt                                                                            | Kat. | Typ | Standort                             | Beschreibung |
| ---- | --- | --------------------------------------------------------------------------------- | ---- | --- | ------------------------------------ | ------------ |
| ja   | Datei hochladen · Wikidata zu Bauernhaus Spilhusen (Q29786531)                                               | Bauernhaus Spilhusen KGS-Nr.: 08200                                               | B    | G   | Spilhusen 10 722644 / 249950         |              |
| ja   | Datei hochladen · Wikidata zu Katholische Pfarrkirche St. Georg und Theodul mit Friedhofskapelle (Q29786677) | Katholische Pfarrkirche St. Georg und Theodul mit Friedhofskapelle KGS-Nr.: 08201 | B    | G   | Kirchplatz 1.1, 1.2 720950 / 246960  |              |
| ja   | Datei hochladen · Wikidata zu Katholische Kirche St. Josef (Q29786678)                                       | Katholische Kirche St. Josef KGS-Nr.: 08202                                       | B    | G   | Mühlrüti, Kirchweg 2 716956 / 247793 |              |